# Kájusz
A Kájusz a latin Gaius névből származik, ami esetleg egy örül, örvendezik jelentésű szóból ered.

## Gyakorisága
Az 1990-es években szórványos név, a 2000-es években nem szerepel a 100 leggyakoribb férfinév között.

## Névnapok
- február 5.[2]
- április 22.[2]

## Híres Kájuszok
- Caius Iulius Caesar, római hadvezér, államférfi, történész, a római császárság intézményének előkészítője